# Op de bodem van de hemel
Op de bodem van de hemel is een Nederlandse documentairefilm uit 1965 in geluid en zwart-wit. De film werd geschreven, geregisseerd en geproduceerd door Jan Vrijman. De film heeft als internationale titel On the Bottom of Heaven.
Journalist en amateur-filmer Jan Vrijman besloot in 1960 een filmportret van Johan Maasbach te maken. Deze man was naar eigen zeggen een genezer. De VARA weigerde het materiaal van Vrijman uit te zenden. Hij besloot vervolgens een film te maken bestaand uit vier films, met de bijbehorende titel Op de bodem van de hemel. Deze film bestond vervolgens uit de eerder genoemde documentaire van Johan Maasbach, verder een boerenvriendenclub die op de paardenmarkt van Hedel een gezellige middag hebben; het derde filmpje vertelt over een intelligent veilingmeester te Amsterdam, en de laatste film vertelt over een komische straatmuzikant te Almelo, bijgenaamd Koperen Ko.